# Juicy J
Jordan Michael Houston (Memphis, Tennessee, SAD, 5. travnja 1973.), bolje poznat po svom umjetničkom imenu Juicy J je američki reper, producent i tekstopisac. Poznat je kao član hip hop grupe Three 6 Mafia (prije poznati kao Triple Six Mafia), zajedno s DJ Paulom. Juicy J je mlađi brat repera Project Pata. Prvi studijski album Chronicles of the Juice Man objavio je 2002. godine. Svoj drugi studijski album Hustle Till I Die objavio je 16. lipnja 2009. godine. Juicy J je osvojio nagradu Oscar za pjesmu "It's Hard out Here for a Pimp" u kategoriji Najbolja originalna pjesma. Juicy J je 1. prosinca 2011. godine potpisao ugovor za diskografsku kuću Taylor Gang Records repera Wiz Khalife.

## Diskografija

### Studijski albumi
- Chronicles of the Juice Man (2002.)
- Hustle Till I Die (2009.)
- Stay Trippy (2012.)

### Miksani albumi
- The Realest Nigga In The Game (2009.)
- Cut Throat (2009.)
- Cut Throat 2 (Dinner Thieves) (2010.)
- Rubba Band Business (2010.)
- Rubba Band Business 2 (2011.)
- Blue Dream & Lean (2011.)

## Vanjske poveznice
- Službena stranica
- Juicy J na MySpaceu
- Juicy J na Internet Movie Databaseu